# Suraż (gmina)
Suraż – gmina miejsko-wiejska w województwie podlaskim, w powiecie białostockim. W latach 1975–1998 gmina położona była w województwie białostockim.
Siedziba gminy to Suraż.
Według danych z 30 czerwca 2012 gminę zamieszkiwało 2086 osób.

## Struktura powierzchni
Według danych z roku 2002 gmina Suraż ma obszar 76,6 km², w tym:
- użytki rolne: 78%
- użytki leśne: 14%

Gmina stanowi 2,57% powierzchni powiatu.

## Demografia
Dane z 30 czerwca 2012:
| Opis                              | Ogółem | Ogółem | Kobiety | Kobiety | Mężczyźni | Mężczyźni |
| --------------------------------- | ------ | ------ | ------- | ------- | --------- | --------- |
| jednostka                         | osób   | %      | osób    | %       | osób      | %         |
| populacja                         | 2086   | 100    | 1056    | 50,6    | 1030      | 49,4      |
| gęstość zaludnienia (mieszk./km²) | 26,9   | 26,9   | 13,79   | 13,79   | 13,45     | 13,45     |

- Piramida wieku mieszkańców gminy Suraż w 2014 roku[1].

## Miejscowości

### Sołectwa
Doktorce, Końcowizna, Kowale, Lesznia, Rynki, Średzińskie, Zawyki, Zawyki-Ferma, Zimnochy (Zimnochy-Susły oraz Zimnochy-Świechy).

### Pozostałe miejscowości
Ostasze, Ostrów, Suraż.

## Sąsiednie gminy
Juchnowiec Kościelny, Łapy, Poświętne, Turośń Kościelna, Wyszki